# رافاييل كوستا
رافاييل كوستا (بالبرتغالية: Rafael Costa‏) (23 أغسطس 1987 بساو لويز في البرازيل - ) هو لاعب كرة قدم برازيلي في مركز الهجوم. لعب مع نادي أفاي لكرة القدم ونادي بونتي بريتا ونادي جوينفيل ونادي سول ونادي سيارا ونادي فيغورينسي ونادي أتلتيكو هيرمان أيشينجار وإيتومبيارا سبورت ‏ ونادي موجي ميريم وEsporte Clube São José ‏ وClube Atlético Metropolitano ‏.

## وصلات خارجية
- رافاييل كوستا على موقع دوري كوريا الجنوبية (الإنجليزية)
- رافاييل كوستا على موقع قاعدة بيانات كرة القدم.إي يو (الإنجليزية)
- رافاييل كوستا على موقع Soccerway.com (الإنجليزية)